# Стівен Джеррард
Сті́вен Джордж Дже́ррард (англ. Steven George Gerrard, МФА: [ˈdʒɛrɑ:d], нар. 30 травня 1980 року, Мерсісайд, Англія) — англійський футболіст а згодом футбольний тренер. Зараз головний тренера саудівського клубу ««Аль-Еттіфак»» до 2027 року. Зазвичай грав у центрі півзахисту, іноді — на позиціях правого півзахисника та відтягнутого нападника.
Майже всю свою кар'єру Стівен провів на «Енфілді», дебютувавши в 1998 році й затвердившись в основному складі в сезоні 2000/2001 років. У 2003 році його обрали капітаном «Ліверпуля». Разом з командою він двічі здобував Кубок Англії, Кубок УЄФА в 2001 році та перемагав у Лізі Чемпіонів у 2005 році.
За збірну Англії Джеррард почав виступати у 2000 році, зігравши за неї на чемпіонатах Європи 2000 та 2004 років та на чемпіонаті світу 2006 року, де став найкращим бомбардиром команди.
Нагороджений орденом Британської імперії.

## Клубна кар'єра

### Ранні роки
Джеррард починав грати у футбол у молодіжній команді рідного міста, «Вістон Джуніорс». У віці 9-ти років його помітили скаути «Ліверпуля» — так Стівен приєднався до дитячої команди «червоних» у 1989 році. У дитинстві він не показував особливо видатного рівня гри й рідко потрапляв до основного складу команди, зігравши усього близько 20-ти ігор у віці від 14-ти до 16-ти років. Також Стівен не потрапив до збірної школярів Англії, після чого серйозно сумнівався в успішності своєї професійної кар'єри.
У віці 14 років Джеррард відправився на перегляди до різних клубів, у тому числі «Манчестер Юнайтед». В автобіографії він написав, що зробив це для того, щоб змусити «Ліверпуль» запропонувати йому контракт. Свою першу професійну угоду з «Ліверпулем» Стівен підписав 5 листопада 1997 року. Він дебютував у першій команді 29 листопада 1998 року, замінивши у другому таймі Вегарда Геггема у грі з «Блекберн Роверс».

### Перша команда «Ліверпуля»
У тому сезоні Джеррард вперше проявив себе в матчі Кубка УЄФА проти «Сельти» з Віго, який «червоні» програли, але юний футболіст показав відмінний рівень гри. Загалом у сезоні 1998/1999 Стівен зіграв 13 ігор, замінивши травмованого Джеймі Реднаппа.
У сезоні 1999/2000 Жерар Ульє почав ставити Джеррарда в пару до Реднаппа у центрі півзахисту. Після 6-ти ігор в основному складі Джеррард почав найважливіший матч, дербі з «Евертоном», на лавці запасних. На 66-й хвилині він замінив Роббі Фаулера, але незабаром отримав першу червону картку у своїй кар'єрі за грубе порушення проти Кевіна Кемпбелла на 90-й хвилині. У тому ж сезоні Джеррард забив свій перший гол за першу команду в матчі з «Шеффілд Венсдей» 5 грудня 1999 року, що завершився перемогою «Ліверпуля» з рахунком 4:1.

### Потрійний успіх
У сезоні 2000/01 Джеррард завоював свої перші футбольні трофеї. Йому вдалося залікувати свої травми, зіграти 50 ігор та забити в них 10 голів, які допомогли «Ліверпулю» перемогти у Кубку Ліги і Кубку Англії. У фіналі Кубку УЄФА проти «Алавеса» Джеррард забив свій перший важливий гол, і в результаті «Ліверпуль» переміг 5:4.
За підсумками сезону Джеррарда визнано найкращим молодим футболістом Англії.

### Капітан «Ліверпуля»
Жерар Ульє передав капітанство Джеррарду 2002 року, сподіваючись, що молодий футболіст стане лідером і допоможе розкритися партнерам, а також стане більш відповідально підходити до своєї власної гри, уникаючи недисциплінованих витівок на полі. Тактика тренера спрацювала повною мірою — капітан отримав за сезон усього дві жовті картки. Його партнер по команді Майкл Оуен в автобіографії написав, що відчув полегшення, коли Джеррард став капітаном, оскільки це зняло з його власних плечей тягар відповідальності.
Влітку 2004 року Джеррард був близький до переходу до лондонського «Челсі», але після довгих переговорів вирішив залишитися. Можливо, Джеррард і хотів змінити клуб, але його ліверпульські друзі та родина стали вирішальним фактором при ухваленні рішення. Крім того, британська преса повідомляла, що Джеррард отримував у цей період листи з погрозами від агресивних уболівальників «Ліверпуля». Прихід на посаду тренера мерсисайдського клубу Рафаеля Бенітеса також вплинув на рішення Стівена залишитися у команді.

### Перемога у Лізі Чемпіонів

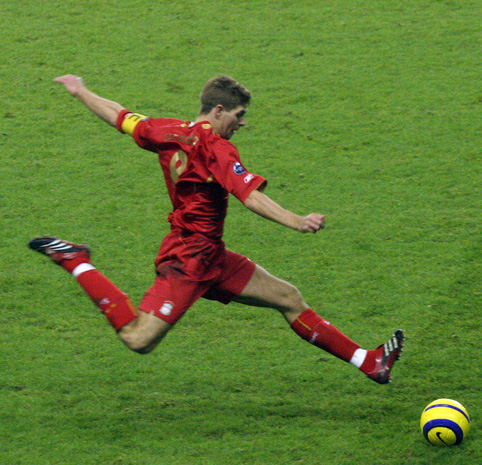
Стівен Джеррард

Травма стопи, отримана у грі проти «Манчестер Юнайтед» 20 вересня 2004 року, залишила Джеррарда поза грою до кінця листопада. Однак цей сезон, що так неприємно почався, став у підсумку найуспішнішим у кар'єрі Стівена. В останній грі групового раунду Ліги Чемпіонів УЄФА 2004/05 Джеррард ударом із двадцяти двох метрів забив переможний гол у грі проти грецького «Олімпіакоса». «Ліверпулю» необхідно було перемогти з різницею у два м'ячі, щоб пройти до наступного раунду турніру. Гол Стівена якраз і став другим. Пізніше футболіст зазначив, що цей гол він вважає найкращим і найважливішим у своїй клубній кар'єрі.
«Ліверпуль» вийшов до фіналу Ліги Чемпіонів та зустрівся у Стамбулі з «Міланом». Виходячи після перерви на поле, «червоні» програвали з рахунком 0:3. Але у другому таймі Джеррард забив гол головою і поклав початок голам своєї команди. Через кілька хвилин почин капітана продовжив Владімір Шміцер, який забив другий гол. А пізніше проти Джеррарда були порушені правила у штрафному майданчику «Мілана», і після добивання з пенальті Хабі Алонсо зрівняв рахунок — 3:3.
«Ліверпуль» переміг у серії післяматчевих пенальті, а Джеррард став другим за віком капітаном, який підняв над головою клубний Кубок Європи (наймолодшим був Дідьє Дешам). Після матчу Джеррард відповів на запитання журналіста щодо своїх планів на майбутнє: «Як я можу піти з команди після такої перемоги?». Однак у червні 2005 року знову поповзли чутки про перехід капітана з «Ліверпуля», і знову як майбутній роботодавець Джеррарда фігурував «Челсі», який готувався побити британський трансферний рекорд та заплатити за півзахисника двадцять два мільйони фунтів. «Ліверпуль» умовляв Джеррарда залишитися, а сам футболіст заявляв, що хоче покинути клуб.
Але вже наступного дня після своєї заяви, до радості шанувальників «Ліверпуля», Джеррард змінив своє рішення і пов'язав своє майбутнє з мерсисайдським клубом. Він також вибачився перед уболівальниками команди та запропонував керівництву клуба позбавити його капітанства, але Рафаель Бенітес не вважав це за доцільне. Вранці 8 липня Джеррард разом зі своїм одноклубником Джеймі Каррагером підписав новий чотирирічний контракт з «Ліверпулем».
За свою гру у тій переможній Лізі Чемпіонів Джеррарда визнано найкориснішим гравцем турніру.

### Кубок Англії 2006
У сезоні 2005/06 Джеррард показав свій найкращий футбольний рівень. Він забив 23 голи у 53 іграх, граючи на позиції півзахисника. У квітні він був названий найкращим футболістом Англії, зайнявши перше місце в опитуванні професійних футболістів та ставши першим гравцем «Ліверпуля», що завоював цю нагороду, із часів Джона Барнса (1988).
Джеррард завершив сезон, привівши «Ліверпуль» до перемоги у Кубку Англії. У фіналі він двічі вразив ворота «Вест Хем Юнайтед», забивши у тому числі найважливіший гол в доданий час, яким зрівняв рахунок та перевів гру у додатковий час. Його удар із 30 метрів, який Шака Гіслоп не зумів відбити, став одним з найкрасивіших голів у фіналах Кубку Англії та був визнаний найкращим голом сезону.
Завдяки голам у фінальному матчі Кубку Англії 2006 Джеррард став єдиним футболістом, який забивав голи у фіналах усіх чотирьох основних кубків, у яких грають англійські команди. Джеррард забивав у Кубку Англії (2006 року проти «Вест Хема», у Кубку Ліги (2003 року проти «Манчестер Юнайтед»), у Кубку УЄФА (2001-го проти «Алавеса») та у Лізі Чемпіонів (2005-го проти «Мілана»).
Влітку 2006 року Джеррард спростував чутки про свій можливий відхід з «Ліверпуля»: «Я більше не маю наміру бути предметом скандальних обговорень. Я залишаюся в „Ліверпулі“, де мене все влаштовує, і не хочу повторення того, що було минулого та позаминулого літа. Тут я залишуся, поки одного разу хто-небудь не скаже мені, що мене тут більше не хочуть бачити».

## Кар'єра у збірній
Джеррард дебютував у національній збірній Англії за тренера Кевіна Кігана в матчі проти збірної України 31 травня 2000 року. Пройшло всього 18 місяців з моменту його дебюту у першій команді «Ліверпуля», за цей час Стівен встиг зіграти 44 гри за клуб. Того літа він потрапив до заявки збірної Англії на Євро-2000. Цей турнір став дуже невдалим для збірної, яка не вийшла з групи. Джеррард зіграв один матч, вийшовши на заміну замість Майкла Оуена на 61 хвилині у грі зі збірною Німеччини, що завершилася з рахунком 1:0 на користь англійців та стала їхньою єдиною перемогою на цьому турнірі.
Джеррард став одним з трьох футболістів «Ліверпуля», які забили голи у відомому матчі кваліфікації до Чемпіонату світу 2002 у вересні 2001 року проти все тієї ж Німеччини (виїзна перемога Англії 1:5), цей гол став для Стівена першим у збірній. Англія успішно пройшла відбір до Чемпіонату світу, проте Джеррард на нього не поїхав через вимушену операцію, пов'язану зі старою травмою паху.
До Чемпіонату Європи 2004 Джеррард остаточно закріпився в основному складі збірної. Але у першому ж матчі турніру проти збірної Франції Джеррард віддав дуже невдалий пас назад своєму воротареві, який перехопив нападник французів Тьєррі Анрі. У результаті воротар англійців, Девід Джеймс, змушений був порушити правила проти нападника, було призначено пенальті, який упевнено реалізував Зінедін Зідан. Зрештою Франція перемогла з рахунком 2:1. Однак ця похибка Джеррарда не вплинула на подальші виступи Англії, яка без проблем виграла два наступні групові поєдинки, посівши у групі друге місце. Джеррард же забив свій перший гол у фінальних стадіях турнірів збірних у матчі проти Швейцарії. У 1/4 турніру Англія програла команді Португалії, у тому матчі Джеррард був замінений на 81-й хвилині.
Участь Джеррарда у чемпіонаті світу 2006 у Німеччині знову була під загрозою через травму. До останнього моменту вважалося, що Стівен повернеться у стрій до другої або третьої гри групового раунду, однак йому вдалося видужати вже до першої гри і, вийшовши у стартовому складі своєї команди, допомогти їй переграти Парагвай з рахунком 1:0. На цьому турнірі Джеррард забив двічі — перший раз він відзначився у додатковий час у матчі проти команди Тринідаду і Тобаго (знову не пощастило воротареві Шаке Хіслопа), що завершився з рахунком 2:0. Ця перемога, до якої забитим голом долучився також партнер Джеррарда по «Ліверпулю» Пітер Крауч, забезпечила Англії достроковий вихід з групи. У фактично формальній грі проти Швеції Джеррарду дали відпочити, уберігаючи його тим самим від можливості отримати другу жовту картку (перша була у грі з Парагваєм) та пропустити першу гру стадії плей-офф. Джеррард все ж таки вийшов на поле і на 85-й хвилині головою забив гол, який не допоміг Англії перемогти — матч завершився з рахунком 2:2. Основний час гри 1/4 фіналу проти збірної Португалії завершилося з рахунком 0:0, а у серії післяматчевих пенальті Джеррард став одним з трьох футболістів збірної Англії, чиї удари парирував португальський голкіпер Рікарду Перейра. Португалія перемогла, а Англія учергове при високих амбіціях залишилася ні з чим.
У серпні 2006 року тренер збірної Англії, Стів Макларен, призначив Джеррарда віце-капітаном національної команди (капітаном став захисник Джон Террі). У вересні 2006 року Джеррард забив другий гол Англії у першому для неї матчі відбіркового турніру до Євро-2008 проти Андорри, який став для Стівена 10-м у збірній.
Перед стартом Чемпіонату світу з футболу 2010 року в ПАР Джеррард отримав капітанську пов'язку у збірній, оскільки капітан «Трьох Левів» Ріо Фердинанд отримав травму і не взяв участі у турнірі. У першому матчі проти збірної США Стівен забив перший гол для англійської команди на Чемпіонаті світу 2010.
У товариському матчі проти збірної Угорщини 11 серпня 2010 Джеррард забив два ефектних м'ячі та був визнаний найкращим гравцем матчу.
Джеррард також поїхав зі збірною на Чемпіонат Європи 2012 року, що проходив у Польщі та Україні, де збірна Англії зійшлася в одній групі з українцями. Джеррард взяв участь в усіх матчах групового етапу та став одним з героїв для команди, адже у кожному матчі здійснив по одній результативній передачі на партнерів. У підсумку його збірна посіла перше місце у групі з 7 очками та вийшла до 1/4 фіналу на збірну Італії. Основний час матчу вийшов дуже напруженим, але жодній з команд не вдалося відзначитись. Серію пенальті з боку Англії розпочав капітан, Джеррад, влучним ударом у лівий нижній кут воріт. Але невдалі постріли з точки Янга та Коула допомогли італійцям і збірна Англії вкотре покинула турнір на першій стадії плей-оф.
На матчі Чемпіонату світу 2014 року у Бразилії Джеррард також виводив команду з капітанською пов'язкою, але цей турнір запам'ятався вболівальникам «трьох левів» як один з найгірших. Англія посіла останнє місце у групі з одним очком, програвши Італії та Уругваю з однаковим рахунком 1:2 та зігравши у нічию з Коста-Рикою. Стівен Джеррад провів на полі усі матчі, але жодними результативними діями не відзначився.
Невдовзі після закінчення Чемпіонату світу, 21 липня, Джеррард оголосив про закінчення кар'єри у національній збірній. Загалом у футболці «трьох левів» він провів 114 матчів (четвертий показник в історії) та забив 21 гол.

## Тренерська кар'єра
20 січня 2017 року офіційний сайт «Ліверпуля» повідомив що Джеррард став тренером клубної академії. Стівен працював з усіма віковими категоріями академії. А вже 7 вересня було оголошено, що колишній капітан буде тренером команди U-19 у Юнацькій лізі УЄФА у сезоні 2017—2018 років.

### «Рейнджерс»
Першою дорослою командою у тренерській кар'єрі Джеррарда став шотландський «Рейнджерс», який почав перемовини з тренером-початківцем вже у квітні 2018 року. Офіційно Стівен очолив найтитулованішу шотландську команду 1 червня 2018 року, розпочавши її підготовку до сезону 2018/19. Початок сезону був не дуже вдалим, проте ближче до завершення його першої половини команда Джеррарда знайшла свою гру та після 15-го туру очолила турнірну таблицю шотландської Прем'єр-ліги.

### «Астон Вілла»
11 листопада 2021 року Стівен Джеррард підписав контракт з «Астон Віллою».

## Приватне життя
- 1 вересня 2006 року вийшла перша автобіографія Стівена Джеррарда, названа «Джеррард: Моя історія» (Gerrard: My Story). У ній він спробував покласти край чуткам навколо своєї персони.
- Стівен одружений з моделлю Алекс Курран, у них три доньки: Лілі-Елла (народилася 23 лютого 2004), Лексі (9 травня 2006) і Лурдес (2 листопада 2011) та син Ліо (2017).[3]
- 13 грудня 2006 року міська рада містечка Ноуслі, графство Мерсісайд, обрала Джеррарда почесним жителем міста. Він став першою людиною, удостоєною цієї честі, з 1988 року. Формальна церемонія відбулася в 2007 році.
- 29 грудня 2006 року Джеррард отримав звання члена Ордена Британської імперії.
- Гравець «Шеффілд Уенсдей» і екс-партнер Джеррарда по «Ліверпулю» Даррен Поттер доводиться Стівену кузеном.
- 1 жовтня 2007 року Джеррард потрапив у ДТП у Саутпорті, коли автомобіль, яким він керував, збив десятирічного велосипедиста, котрий вискочив на вулицю і випадково перетнув шлях Джеррарда. Пізніше футболіст відвідав хлопця у лікарні та подарував йому пару бутс, підписаних Вейном Руні, улюбленим гравцем постраждалого, після чого залишився, щоб підписати автографи для інших молодих пацієнтів[4].
- Стівен був заарештований за звинуваченням у бійці після перемоги над «Ньюкаслом» — 1:5 у грудні 2008 року. Був виправданий, але заплатив штраф.

## Досягнення

### Гравець
Ліверпуль
- Ліга чемпіонів УЄФА: 2005
- Кубок УЄФА: 2001
- Суперкубок УЄФА: 2001, 2005
- Кубок Англії: 2001, 2006
- Кубок Футбольної ліги: 2001, 2003, 2012
- Суперкубок Англії: 2001, 2006

### Особисті
- Найкращий молодий футболіст Англії: 2001
  - Найкращий молодий гравець сезону 2000/01 за версією Професійної футбольної асоціації
- Найцінніший гравець Ліги Чемпіонів: 2004/05
- Найкращий футболіст Англії: 2006, 2009
  - Гравець року сезону 2005/06 за версією футболістів Професійної футбольної асоціації
  - Найкращий гравець сезону 2008/09 вболівальників Професійної футбольної асоціації
  - Найкращий гравець сезону 2008/09 за версією Асоціації футбольних журналістів

- Володар премії Гравець місяця АПЛ:
  - Сезон 2000/01 — березень
  - Сезон 2002/03 — березень
  - Сезон 2004/05 — грудень
  - Сезон 2005/06 — квітень
  - Сезон 2008/09 — березень

- Член ордена Британської імперії: 2007

### Тренер
Рейнджерс
- Чемпіон Шотландії: 2021